# Slaget vid Vittorio Veneto
Slaget vid Vittorio Veneto var ett slag på den italienska fronten under första världskriget och pågick mellan den 24 oktober och den 3 november 1918. Det utspelades i norra Italien och bidrog till Österrike-Ungerns besegrande. Det var dessutom det sista slaget för kejsardömet som strax efter skulle falla helt och hållet. Initiativet var Italiens.

## Bakgrund
Italienarna ansåg, trots famgången från slaget vid Piave, att de inte var i skick att anfalla, de skulle bara klara en offensiv till och misslyckades den, var de dömda till undergång. Även om det inte skulle bli så allvarligt, så var det så den italienska ledningen tänkte. Tyskarna började nu förlora mer och mer på västfronten och ententen krävde att Italien utnyttjade centralmakternas sårbarhet. I synnerhet med tanke på att Österrike-Ungern gick till reträtt, så borde italienarna följa upp detta.
Men så hände det saker på olika fronter. De allierade slog sig genom fronten kring Thessaloniki i Vardaroffensiven och tog sig upp via Serbien. Österrike-Ungern började falla ihop som ett korthus, allt skulle gå fort. Den 6 oktober utropades en ny stat - Jugoslavien. Den 14 oktober bildades en tjeckisk tillfällig regering och den 16 oktober utfärdades en proklamation där den habsburgske kejsaren förklarade att Österrike var ett federalt imperium. Italien förstod att de var tvungna att delta i krossandet för att få sina krav i Londonfördraget uppfyllda. De kände sig tvungna att gå till offensiv.
Italienska armén led fortfarande av sviterna sen Caporetto så franska, brittiska och amerikanska styrkor fanns fortfarande kvar och de skulle dessutom ta del i offensiven.